# Moreno Moser
Moreno Moser (ur. 25 grudnia 1990 w Trydencie) – włoski kolarz szosowy.
Jest bratankiem legendy włoskiego kolarstwa Francesco Mosera. Karierę zawodową rozpoczął w 2012. Największym sukcesem Moreno jest zwycięstwo w Tour de Pologne 2012.

## Najważniejsze osiągnięcia
2011
- 1. miejsce w Trofeo G. Bianchin

2012
- 1. miejsce w Trofeo Laigueglia
- 1. miejsce w Eschborn-Frankfurt City Loop
- 1. miejsce w Tour de Pologne
  - 1. miejsce na 1. i 6. etapie
- 2. miejsce w Trofeo Melinda
- 3. miejsce w mistrzostwach Włoch (start wspólny)
- 2. miejsce w Grand Prix Cycliste de Montréal

2013
- 1. miejsce w Strade Bianche
- 2. miejsce w Eschborn-Frankfurt City Loop
- 7. miejsce w Clásica de San Sebastián

2014
- 8. miejsce w Japan Cup

2015
- 2. miejsce w mistrzostwach Włoch (jazda ind. na czas)

2016
- 3. miejsce w mistrzostwach Europy (jazda ind. na czas)
- 3. miejsce w Grand Prix Miguel Indurain

2018
- 1. miejsce w Trofeo Laigueglia